# Reserva natural especial de El Brezal
La reserva natural especial de El Brezal es una zona boscosa, declarada espacio natural protegido, situada en el municipio de Santa María de Guía, en la isla de Gran Canaria (Canarias, España).

## Descripción
El Brezal, también conocido como 'El Brezal del Palmital' o 'El Brezal de Santa Cristina', es un espacio natural protegido de 107 ha con la categoría de reserva natural especial que se encuentra íntegramente en el municipio de Santa María de Guía, en el norte de la isla. En ella se encuentra el mejor ejemplo de fayal-brezal de Gran Canaria, vegetación perteneciente a las especies transicionales con el monteverde.
Forma parte de la Red Canaria de Espacios Naturales Protegidos y de la Red Natura 2000 como Zona de Especial Conservación (ZEC), por albergar varios hábitats de interés comunitario de la Unión Europea. Los hábitats naturales presentes en este espacio que motivan esta declaración se corresponden con los bosques de Olea y Ceratonia y los brezales secos macaronésicos endémicos.

## Geología
Está formado por fonolitas e ignimbritas del primer Ciclo magmático de la isla y cubierto en parte por lavas y piroclastos del Ciclo Post Roque Nublo, serie basáltica II. Este espacio tiene especial importancia en el sistema de captación de aguas y en la recarga de los acuíferos debido a la acción de los alisios sobre la vegetación, dándose el fenómeno de la 'lluvia horizontal'.

## Flora
El principal protagonista de este espacio protegido es el fayal-brezal, siendo la mayor representación del mismo de la isla de Gran Canaria. La flora de esta reserva está compuesta por la faya (Myrica faya) y el brezo (Erica arborea), estando bordeadas de cultivos que impiden su expansión.
También se pueden encontrar especies asociadas a la laurisilva como el loro o laurel (Laurus novocanariensis), el acebiño (Ilex canariensis) y el paloblanco (Picconia exclesa). El estrato arbustivo se compone de especies como el granadillo (Hypericum canariense), la reina del monte (Ixanthus viscosus), pata de gallo (Geranium reuteri), zarza del monte (Rubus bollei), yedra canaria (Hedera canariensis), bicácaro (Canarina canariensis), corregüelón de monte (Convolvulus canarienses), entre otras.
A cotas más bajas encontramos ejemplares del bosque termófilo como el acebuche (Olea cerasiformis), lentiscos (Pistacia lentiscus), almácigos (Pistacia atlantica) y algunas palmeras canarias (Phoenix canariensis) en los cauces de barrancos. Según las laderas y orientación, existen también comunidades de cardonal (Euphorbia canariensis) y tabaibal amargo (Euphorbia regis-jubae) y especies asociadas como el balo (Plocama pendula), la esparraguera (Asparagus umbellatus y A. torianus), incienso (Artemisia thuscula), bejeques (Aeonium ssp.), entre otras.
Además, existen reforestaciones de especies foráneas o invasoras como el pino piñonero (Pinus pinea), pino insigne (Pinus radiata), pino carrasco (Pinus halepensis), ciprés de Monterrey (Cupressus macrocarpa), eucalipto (Eucalyptus globulus), la pita (Agave americana) y la tunera (Opuntia ssp.).
Se han reintroducido endemismos amenazados exclusivos de Gran Canaria como el crestagallo de Doramas (Isoplexis chalcantha), la salviablanca de Doramas (Sideritis discolor), la rejalgadera de Doramas (Solanum vespertilio ssp. doramae) y el taginaste azul de Gran Canaria (Echium callithyrsum).

## Fauna
La fauna vertebrada está representada por los reptiles como el lagarto gigante de Gran Canaria (Gallotia stehlini), la lisa rayada grancanaria (Chalcides sexlineatus) y el perenquén de Boettger (Tarentola boettgeri).
La avifauna es variada, con especies como el canario del monte (Serinus canarius), herrerillos (Parus teneriffae hedwigii). En ambientes acuícolas, el mosquitero canario (Phulloscopus canariensis), la alpispa (Calandrella rufescens), el petirrojo (Erithacus rubecula superbus), la abubilla (Upupa epops), búho chico (Asio otus canariensis), la lechuza común (Tyto alba), entre otros. También podemos observar al vencejo unicolor (Apus unicolor), y a rapaces como el cernícalo (Falco tinnunculus canariensis) o el busardo ratonero (Buteo buteo insularum).
Asociado a las coníferas, el pico picapinos de Gran Canaria (Dendrocopos major thanneri) y a las zonas roturadas para la agricultura especies como el bisbita caminero (Anthus berthelotti), el gorrión moruno (Passer hispanionlensis) o una especie desconocida en España, el alcaraván común (Burhinus oedicnemus distinctus).
Los mamíferos están representados por las especies introducidas como el conejo (Oryctolagus cuniculus), el erizo moruno (Atelerix algirus), el raton común (Mus musculus) y los gatos asilvestrados. Destacar la musaraña gris (Croccidura russula), enfocada en ambientes ligados al monteverde.
La fauna invertebrada es rica, con endemismos grancanarios como el Carabus coarctatus, el Nebria currax, el Paranchus debilis y el calato (Calathus appendiculatus). Los coleópteros de ambientes acuáticos como los endemismos canarios Laccophylus hyalinus testaceus y el buceador de banda difusa (Graptodytes delectus), el endemismo grancanario Strictonectes canariensis, además del escribano de agua oscuro (Girinus dejeani) y el escribano de agua tricolor (Girinus urinator). Otros endemismos que podemos encontrar son los himenópteros como Ancistrocerus haematodes rubropictus y Pterocheilus ornatus fortunatus, endémicos de Gran Canaria, y Euodynerus reflexus, endémico del archipiélago.